# Próteafélék
A próteafélék (Proteaceae) a próteavirágúak (Proteales) rendbe tartozó növénycsalád. Általában feltűnő, színes virágok, szórt állású örökzöld levelek jellemzik. Közel 80 nemzetség 1600 faja tartozik ide.

## Rendszerezés
Az APG és az APG II egyaránt, valamint szinte minden rendszerező a Proteales rendbe sorolja a családot.

## Jellemzők
Virágaik meglehetősen egyedivé teszik őket a növények között. Általában négy lepellevél alkotja a virágtakarót, ezek veszik körül a négy porzót, melyek gyakran fedésben állnak a lepellevelekkel. A virág lehet sugaras, vagy kétoldali szimmetriájú is. Bibe egy van, a magház egy termőlevélből fejlődik. A Protea nemzetség virágai fészekszerű virágzatot alkotnak, melyeket színes murvalevelek vesznek körül.

## Elterjedési terület
A család legnagyobb fajgazdagságban Ausztráliában fordulnak elő, kevesebb fajuk él Afrikában és Madagaszkáron. Délkelet-Ázsiában és Dél-Amerikában pedig csak néhány képviselőjük fordul elő. Mindenhol a szárazabb trópusi és szubtrópusi vidékeken élnek. Fosszilis maradványaik az északi féltekéről kerültek elő nagyobb számban.